# 100 Fäuste und ein Vaterunser
100 Fäuste und ein Vaterunser ist eine italienisch-deutsche Komödie im Italowestern-Gewand, die im Dezember 1972 in die Kinos kam. Regie führte Mario Siciliano.

## Handlung
Die beiden Helden Alleluja und Sartana (in der deutschen Version zu Salto und Mortale mutiert) gaunern sich durch den Westen und kommen einem Landbaron auf die Spur (in der deutschen Version mit sächsischem Akzent), der brave Farmer und ehrbare Bürger dadurch von gewinnträchtigem Land zu vertreiben versucht, indem er Geister erscheinen lässt und Spuk inszeniert.
Es gelingt ihnen, die nicht sonderlich begabten Banditen mit Tricks und Geschick zu besiegen – sie werden dafür mit hübschen Töchterlein versorgt.

## Kritiken
„(Dieser Film) ist wirklich schwer in einem Stück durchzusitzen. Siciliano hätte besser die Streitereien (sc. der beiden Hauptdarsteller untereinander) aufgenommen, die mit Sicherheit unterhaltsamer gewesen wären als dieser unsäglich alberne Blödsinn“

„Bescheidener Italowestern, der dümmlichen Klamauk mit Humor und alberne Verulkung mit Parodie verwechselt.“

„Eine deutsch coproduzierte Western-Farce sondergleichen“